# Stockasjön (Björketorps socken, Västergötland)
Stockasjön är en sjö i Härryda kommun i Västergötland och ingår i Rolfsåns huvudavrinningsområde. Sjön är 40 meter djup, har en yta på 0,827 kvadratkilometer och befinner sig 103,1 meter över havet. Sjön avvattnas av vattendraget Stockabäcken. Vid provfiske har abborre och siklöja fångats i sjön.

## Delavrinningsområde
Stockasjön ingår i det delavrinningsområde (639473-130465) som SMHI kallar för Mynnar i Rolfsån. Medelhöjden är 125 meter över havet och ytan är 5,84 kvadratkilometer. Det finns inga avrinningsområden uppströms utan avrinningsområdet är högsta punkten. Stockabäcken som avvattnar avrinningsområdet har biflödesordning 2, vilket innebär att vattnet flödar genom totalt 2 vattendrag innan det når havet efter 49 kilometer. Avrinningsområdet består mestadels av skog (77 %). Avrinningsområdet har 0,83 kvadratkilometer vattenytor vilket ger det en sjöprocent på 14,2 %.